# Bombus hypnorum
Bourdon des arbres
Espèce
Bombus hypnorum, le bourdon des arbres, est une espèce d'insectes hyménoptères de la famille des Apidae, du genre Bombus et du sous-genre Pyrobombus.
Cette espèce édifie son nid dans les troncs d'arbres mais aussi dans des nichoirs à oiseaux ou dans des cavités des habitations humaines ; c'est l'un des rares bourdons à se montrer agressif si l'on s'approche du trou d'envol.

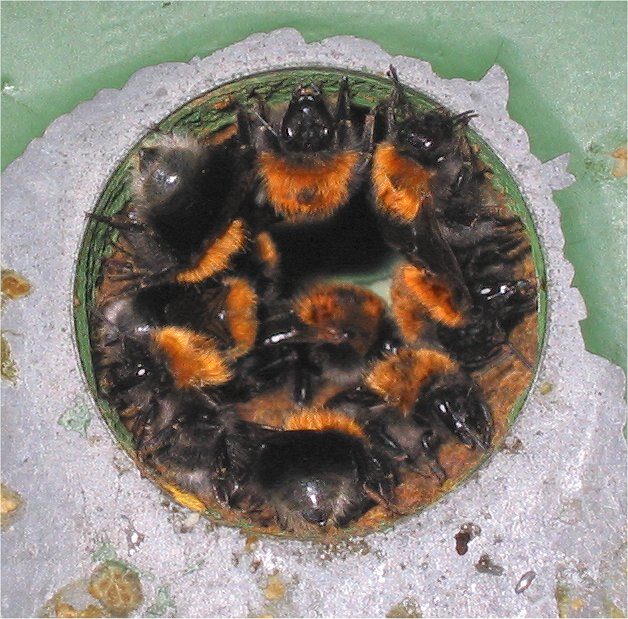
A l'entrée d'un nichoir à oiseaux

## Classification
L'espèce a été décrite par Linné dans la dixième édition de son Systema naturae en 1758, sous le nom d'Apis hypnorum. 

### Liste des sous-espèces
Selon NCBI (9 août 2010) :
- sous-espèce Bombus hypnorum calidus
- sous-espèce Bombus hypnorum klutschianus
- sous-espèce Bombus hypnorum koropokkrus

## Répartition
Commune en Europe continentale, cette espèce est arrivée en 2001 en Grande Bretagne depuis la France et s'est depuis répandue dans le pays. 